# Massacro di Huta Pieniacka
Il massacro di Huta Pieniacka fu un massacro degli abitanti polacchi del villaggio di Huta Pieniacka, situato nell'odierna Ucraina, avvenuto il 28 febbraio 1944. Le stime del numero delle vittime vanno da 500, a 1200.
Gli storici polacchi e ucraini non sono d'accordo sulla responsabilità del massacro di Huta Pienacka. Secondo l'Istituto polacco per la memoria nazionale, l'azione è stata commessa dalla 14ª sottounità della 14. Waffen-Grenadier-Division der SS "Galizien" delle Waffen-SS. Testimoni polacchi hanno testimoniato che gli ordini erano stati impartiti da ufficiali tedeschi. Secondo i resoconti dei testimoni e le pubblicazioni accademiche, le SS Galizien erano accompagnate da un'unità paramilitare di nazionalisti ucraini sotto il comando di Włodzimierz Czerniawski, inclusi membri dell'UPA e abitanti dei villaggi locali che intendevano sequestrare proprietà trovate nelle famiglie degli assassinati. Secondo gli storici ucraini, il massacro è stato commesso dai reggimenti della polizia delle SS.
La divisione di Varsavia della "Commissione per la punizione dei crimini contro il popolo polacco" ha avviato un'indagine nel luglio 2001.

## Storia
Huta Pieniacka era un villaggio di circa 1 000 abitanti di etnia polacca in 200 case, situato nel Voivodato di Ternopil', Polonia (oggi Oblast' di Ternopil' in Ucraina). Nel 1939, in seguito della Campagna di Polonia, il voivodato fu annesso all'Unione Sovietica, entrando a far parte della Repubblica Sovietica Ucraina. Dopo l'attacco tedesco del 1941 all'Unione Sovietica, cadde sotto l'occupazione tedesca.
Il villaggio era un importante centro di resistenza polacca, che combatteva contro le forze tedesche e l'Esercito insurrezionale ucraino  (UPA). Di conseguenza, gli ucraini volevano eliminare questa roccaforte polacca. Gli abitanti polacchi del villaggio collaborarono con i partigiani sovietici, attivi nella zona. Nel gennaio e febbraio 1944, le truppe sovietiche erano visitatori frequenti, e questo fu notato sia dagli ucraini che dai tedeschi. Una roccaforte armata, Huta Pieniacka aveva respinto diversi attacchi nel 1943 e all'inizio del 1944.

## Massacro
La mattina presto del 28 febbraio 1944, una forza mista di SS ucraine e soldati tedeschi circondò Huta Pieniacka. C'erano circa 600-800 soldati ed è stato stabilito che Kazimierz Wojciechowski (che fu bruciato vivo quel giorno), comandante delle forze polacche nel villaggio, era stato informato dell'avvicinarsi del nemico circa due ore prima dell'attacco. I polacchi, tuttavia, ebbero troppo poco tempo per preparare una difesa o per fuggire.
Il villaggio è stato bombardato dall'artiglieria. Verso mezzogiorno una forza mista di SS ucraine e soldati tedeschi e un forte contingente della divisione SS Freiwilligen "Galizien" (14. Waffen-Grenadier-Division der SS) circondarono Huta Pieniacka e ammassarono gli abitanti del villaggio nei loro fienili. Gli aggressori hanno appiccato il fuoco al villaggio che ha bruciato tutto il giorno. Secondo Bogusława Marcinkowska, uno storico dell'ufficio dell'Istituto della memoria nazionale di Cracovia, gli ucraini hanno gettato i bambini contro i muri e aperto lo stomaco delle donne incinte. Gli assassini se ne sono andati di notte. Molti di loro erano ubriachi e cantavano canzoni. Rimasero solo quattro case e il giorno successivo ebbe luogo un funerale di massa. Coloro che sono sopravvissuti sono fuggiti a Zloczow e in altre città, per non tornare mai più.
I testimoni interrogati dai pubblici ministeri polacchi della "Commissione principale per il perseguimento dei crimini contro la nazione polacca" hanno descritto i dettagli dei crimini commessi contro donne, bambini e neonati. Dopo aver assassinato gli abitanti di Huta Pieniacka, la popolazione ucraina locale ha saccheggiato i restanti beni degli assassinati, caricando tutto su carri trainati da cavalli che erano stati precedentemente preparati. Secondo quei polacchi sopravvissuti, i tedeschi non hanno partecipato al massacro stesso.
Nel numero del 9 aprile 2008 del settimanale Gazeta Polska è apparso un articolo sul massacro. Secondo le persone sopravvissute (quattro delle quali sono state citate), gli assassini erano ucraini della divisione SS Galizien. Tutti coloro che ricordavano il massacro (Emilia Bernacka, ai tempi aveva 10 anni; Filomena Franczukowska, 20 anni; Jozefa Orlowska, 16 anni; e Regina Wroblewska, 6 anni) affermarono che il villaggio fu attaccato dalle truppe ucraine, che uccisero tutti i polacchi che riuscirono a catturare, compresi i neonati. Le suddette persone sono sopravvissute perché qualcuno è riuscito ad aprire la porta sul retro di una chiesa del villaggio in cui gli assassini stavano massacrando i civili polacchi.
Filomena Franczukowska, che allora aveva 20 anni, ha dichiarato nell'articolo di Gazeta Polska che gli ucraini sono arrivati al villaggio alle 4 del mattino. Sono entrati a Huta Pieniacka dal vicino villaggio di Zarkow e hanno iniziato a sparare a tutti. Suo padre era stato picchiato prima di essere giustiziato e uno degli aggressori ha detto ad alta voce in ucraino: "Ora hai la tua Polonia e la tua Inghilterra". Franczukowska ha perso entrambi i genitori e tre fratelli minori nel massacro; solo suo fratello è sopravvissuto. Ha detto che gli assassini deliberatamente non hanno ucciso due gemelli, di 4 anni, e stavano ridendo dei bambini che stavano cercando di "svegliare" la loro madre morta. A Franczukowska, insieme a suo fratello e ad un gruppo di persone, è stato ordinato di recarsi in un fienile che è stato chiuso a chiave e dato alle fiamme. In qualche modo è riuscita ad aprire la porta sul retro e scappare in una foresta. "Ora dicono di non sapere chi sia stato, ma è sufficiente visitare i vicini villaggi ucraini, si possono ancora vedere i resti della proprietà rubata. La gente del posto ricorda questo evento ed è per questo che nessuno di loro si è stabilito a Huta Pieniacka da allora", ha detto.
La pubblicazione settimanale dell'Armia Krajowa (AK) polacca – il Biuletyn Ziemi Czerwienskiej (Bollettino della Terra di Czerwien) del 26 marzo 1944 (№ 12) [216, p. 8] affermava che durante la battaglia di Pidkamin' e Brody, le forze sovietiche fecero prigionieri un paio di centinaia di soldati della divisione SS Galizian. Tutti furono immediatamente fucilati nel castello di Zbaraž sulla base del fatto che due settimane prima avevano apparentemente preso parte all'uccisione degli abitanti polacchi di Huta Pienacka, e di conseguenza non potevano essere classificati come prigionieri di guerra.

## Indagine
La filiale di Varsavia dell'Istituto della memoria nazionale (IPN) ha avviato un'indagine sul massacro nel novembre 1992. L'indagine è stata successivamente sospesa tra il 1997 e il 2001 e dal 2008 è condotta dalla filiale dell'Istituto di Cracovia.
L'Istituto di storia dell'Accademia delle scienze ucraina ha indagato sugli eventi a Huta Pienicka e ha concluso che il 4º e il 5º reggimento di polizia delle SS "Galizien" hanno effettivamente ucciso i civili all'interno del villaggio. Ha notato che al momento del massacro i reggimenti di polizia non erano sotto il comando della 14ª divisione ma piuttosto sotto il comando della polizia tedesca (in particolare, sotto il comando tedesco Sicherheitsdienst e delle SS del Governorato Generale). Durante questo periodo, queste unità hanno avuto uno stretto rapporto con le unità UPA locali.

## Conseguenze
Dopo il massacro, alcuni comandanti locali dell'AK proibirono alle roccaforti polacche di dare rifugio ai partigiani sovietici per ridurre al minimo il rischio di distruzione di quelle postazioni di autodifesa.
Alla fine degli anni quaranta, circa 8000 soldati della divisione SS Galizian furono autorizzati ad andare in Gran Bretagna, presumibilmente inclusi membri dell'unità che massacrò gli abitanti di Huta Pieniacka. La maggior parte di loro non è stata interrogata sulle loro attività e i successivi governi britannici hanno rifiutato le richieste di gruppi di pressione e autorità americane di indagare sui loro precedenti. Tuttavia, un documentario televisivo del 2001, The SS in Britain, ha avviato un'indagine della polizia dopo aver scoperto prove che suggerivano che ex membri della divisione SS Galizian che vivevano in Gran Bretagna avevano partecipato a massacri in Polonia.
Il documentario, tuttavia, ha commesso numerosi errori di fatto. L'affermazione secondo cui il 4º e il 5º reggimento della Divisione SS Galizian avrebbero preso parte al massacro era inesatta, poiché la divisione era stata a quel tempo normalizzata a 3 reggimenti; non c'erano 4 o 5 reggimenti. Anche la divisione a quel tempo era ancora in fase di formazione, che fu completata due mesi dopo, nel maggio 1944, vicino alla città polacca di Dębica.

## Eventi recenti

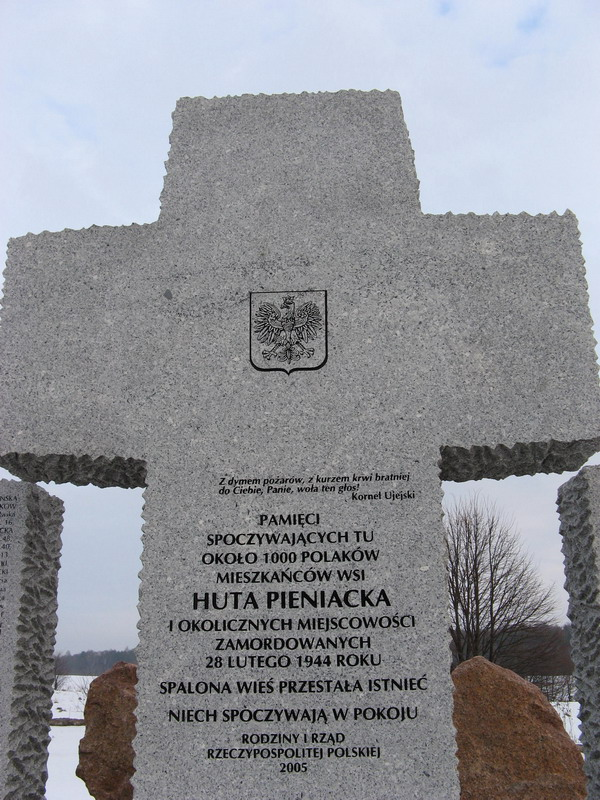
Tavola sul monumento

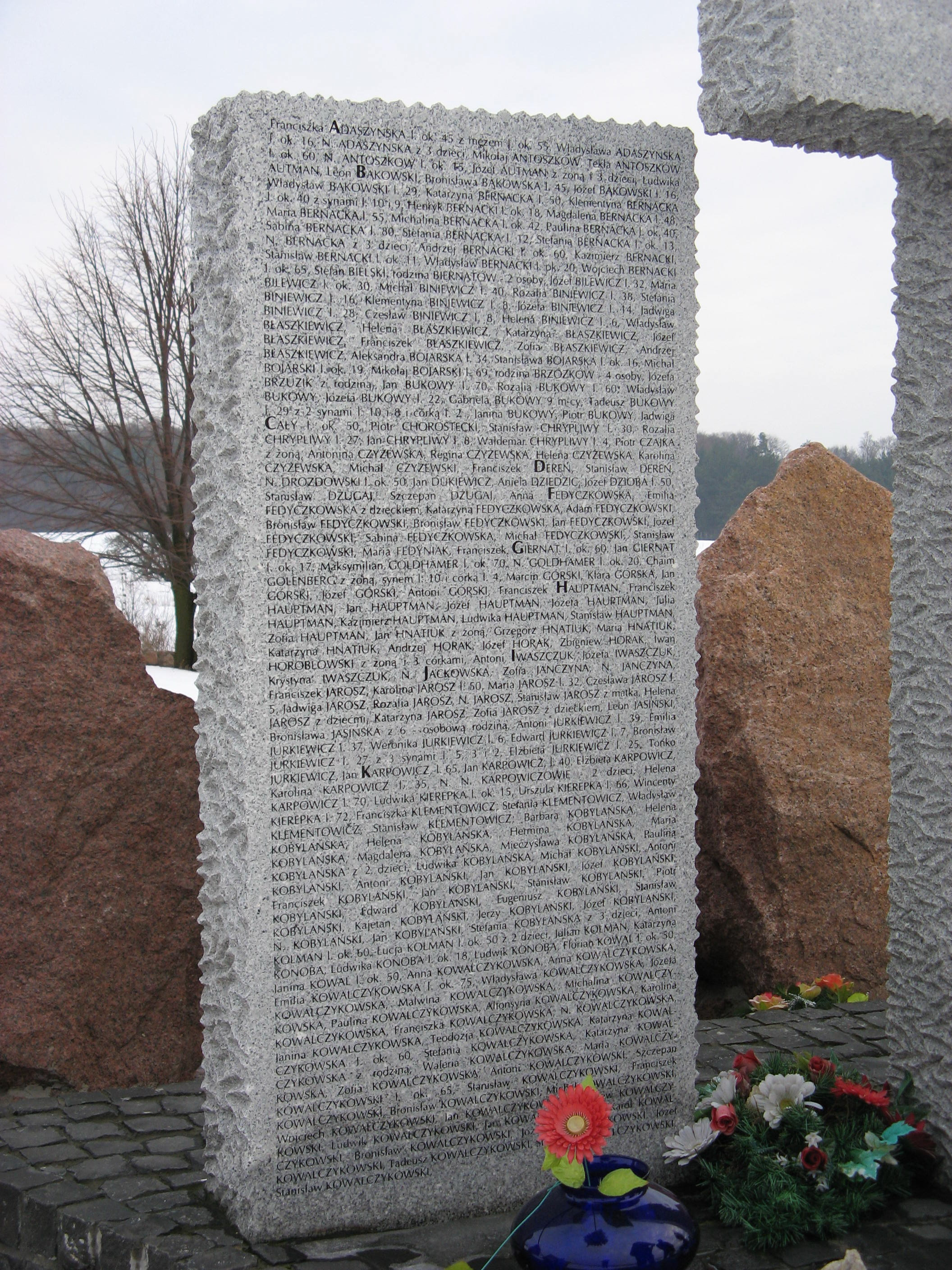
Uno dei tavoli sul monumento con i nomi dei polacchi assassinati

Il 28 febbraio 1989 fu costruito un memoriale sul sito del villaggio precedente, ma fu presto distrutto. Un nuovo monumento commemorativo delle vittime è stato eretto nel 2005 e inaugurato il 21 ottobre 2005. Durante l'inaugurazione il console, nel suo discorso, ha attribuito la colpa del massacro agli ucraini , affermando: "Il 28 febbraio 1944, quando la 'SS Galizien' insieme ad altri nazionalisti ucraini ha fatto cose orribili come raccontato da un contemporaneo, hanno sparato alle madri, bambini e uccisi..."
L'Ucraina ha inviato una nota di protesta per il fatto che il console polacco aveva completamente ignorato il governo ucraino durante l'apertura del monumento, che il nuovo monumento non aderiva alle "leggi ucraine" ed era stato eretto senza i "permessi necessari".
A seguito delle azioni del parlamentare Oleh Tjahnybok, è stata inviata una nota di protesta per "l'erezione illegale" del monumento e il console polacco è stato dichiarato persona non grata per "aver degradato la dignità nazionale del popolo ucraino".
Il 28 febbraio 2007 è stato inaugurato un nuovo monumento ai polacchi uccisi nelle atrocità di Huta Peniacka. Una delegazione polacca guidata dal viceconsole della Cultura per il consolato polacco a Leopoli, Marcin Zieniewicz, ha dichiarato che l'occasione ha segnato una delle pagine più tragiche della storia non solo del popolo polacco, ma anche di quello ucraino. Il 28 febbraio 2009 i presidenti di Ucraina e Polonia si sono incontrati al monumento per commemorare il massacro.
Il villaggio di Huta Pieniacka non esiste più. La maggior parte delle case furono bruciate durante il massacro e rimasero solo la scuola e una chiesa cattolica romana. Entrambi questi edifici furono demoliti nel dopoguerra, e nella zona del paese è presente un pascolo per il bestiame. C'è un post con un'iscrizione ucraina Centro dell'ex villaggio, ma non menziona il nome del villaggio.
Nel gennaio 2017 il monumento alle vittime polacche del massacro della seconda guerra mondiale è stato profanato con simboli fascisti in Ucraina. È stata fatta saltare in aria una croce di pietra, mentre sono state danneggiate due tavole con i nomi dei polacchi caduti nella strage del 1944. Il ministero degli Esteri polacco ha condannato l'attacco al monumento. In una dichiarazione pubblicata sul suo sito web, ha chiesto un'indagine "immediata", affermando che i responsabili devono essere puniti. "Incidenti come questo minacciano le relazioni tra le due nazioni", ha aggiunto la dichiarazione. Il monumento è stato ricostruito per conto della comunità ucraina locale e inaugurato il 26 febbraio 2017.